# Winnie Judd
Winnie Ruth Judd (1905 – 1998, door de pers bijgenaamd "de Tijgervrouw") werd in 1931 in Phoenix, Arizona veroordeeld voor de moord op twee van haar kamergenoten datzelfde jaar.
Winnie was getrouwd met dr. William Judd en werkte in zijn kliniek in Phoenix. Ze woonde samen met twee andere vrouwen, Agnes LeRoi en Hedvig Samuelson, in een appartement in de stad. Op 16 oktober 1931 hoorden de buren schoten, en de volgende dag verscheen alleen Winnie Judd op haar werk. Twee dagen later, op 18 oktober, zeulde Judd twee koffers mee toen ze op de trein naar Los Angeles stapte. Een perronchef zag een donkere vloeistof uit een van de koffers druppelen. Toen Judd gevraagd werd de koffers te openen sloeg ze op de vlucht. De politie opende de koffers en vond het lichaam van Agnes LeRoi en delen van Hedvig Samuelsons lichaam.
Op 23 oktober werd Judd alsnog gearresteerd in Los Angeles en terug naar Phoenix gehaald. Intussen had de zaak nationaal de kranten gehaald, en was hij omgedoopt in "de koffermoorden". Tijdens de rechtszaak verklaarde Winnie Judd dat tijdens een ruzie in het appartement Hedvig Samuelson een pistool had getrokken. Nadat ze Judd in de hand had geschoten volgde, zo zei Judd, een worsteling waarbij de twee andere vrouwen de dood vonden. Hoewel ze toegaf Samuelsons lichaam in stukken te hebben gesneden, beschuldigde ze een zakenman uit Phoenix, Carl Harris, ervan dit voorgesteld te hebben. De jury bevond Judd schuldig en veroordeelde haar tot de doodstraf, maar het vonnis werd nietig verklaard toen de rechtbank oordeelde dat Winnie Judd krankzinnig was. Ze werd overgebracht naar een psychiatrische inrichting, waar ze – ondanks herhaalde ontsnappingspogingen – tot 1971 zou blijven. Ze overleed in 1998, 93 jaar oud.